# Архипята (Афанасьєвський район)
Архипя́та (рос. Архипята) — присілок у складі Афанасьєвського району Кіровської області, Росія. Входить до складу Ічетовкінського сільського поселення.
Населення становить 210 осіб (2010, 275 у 2002).
Національний склад станом на 2002 рік — росіяни 99 %.